# Synagoge (Chojnice)
Koordinaten: 53° 41′ 53″ N, 17° 33′ 53,8″ O

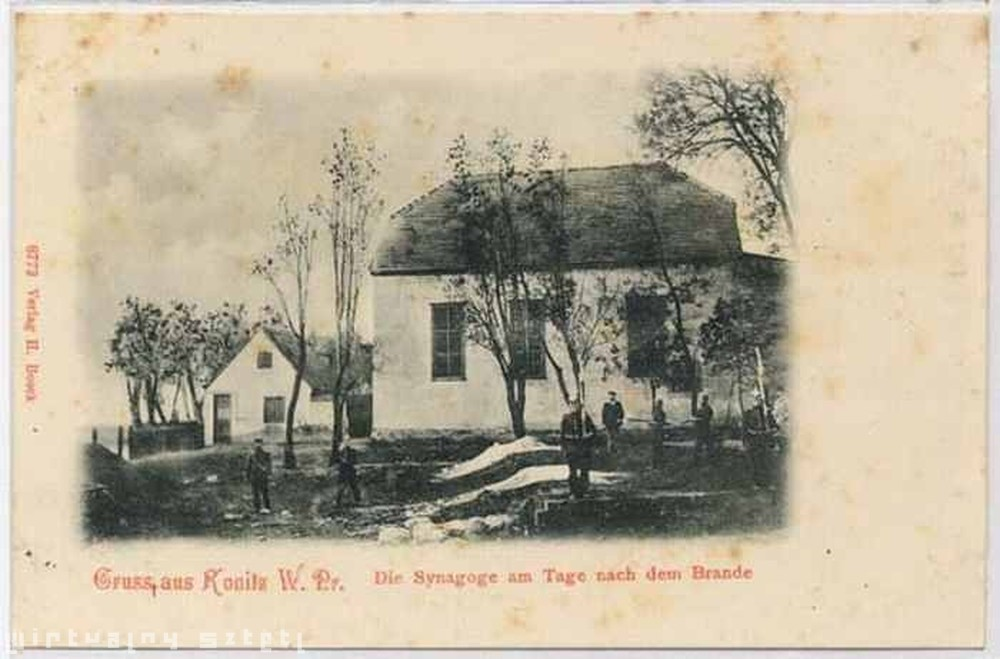
Ansichtskarte mit der Synagoge in Chojnice (um 1900)

Die Synagoge in Chojnice (deutsch Konitz), einer Stadt im Norden Polens in der Woiwodschaft Pommern, wurde im 19. Jahrhundert errichtet. Die Synagoge stand an der Konviktstraße 9.

## Geschichte
Anfang der 1880er Jahre brachen gewalttätige antijüdische Unruhen aus, in deren Verlauf das Synagogengebäude in Brand gesetzt wurde. Anfang Juni 1900 drang bei Ausschreitungen eine Menschenmenge in die Konitzer Synagoge ein und richtete dort schwere Verwüstungen an.
Die Synagoge wurde während der deutschen Besetzung Polens im Jahr 1939 zerstört.